# François De Kinder
François De Kinder (né à Anvers le 13 novembre 1897 et mort fusillé à Verdun le 31 août 1944) est un résistant belge. Il est le beau-frère du ministre Hubert Pierlot, qui fut notamment chef du gouvernement belge en exil à Londres de 1940 à 1944.

## Biographie
François De Kinder est né à Anvers le 13 novembre 1897. Après avoir servi comme volontaire durant la Première Guerre mondiale, il devient avocat et administrateur de sociétés.
En 1940, il entre en contact avec les membres du gouvernement belge en exil à Londres, dirigé par son beau-frère Hubert Pierlot – qui a épousé sa sœur Marie-Louise. Il fournit de nombreux renseignements et accomplit diverses missions pour la résistance. Fin 1943, il est chargé d'un message au Roi, dans lequel le gouvernement en exil, sûr de la victoire imminente des Alliés et de la libération de la Belgique, veut faire connaître au souverain « comment il conçoit les conditions de reprise de la vie publique en Belgique » à l'issue du conflit. Comme prévu, De Kinder confie le message au cardinal van Roey qui se charge de le transmettre à Léopold III. Après avoir accompli sa mission, De Kinder repart pour la France. Repéré par les Allemands, il est arrêté le 20 avril 1944 et fusillé sans jugement le 30 août au Fort de Tavannes à proximité de Verdun avec quatorze résistants français et un inconnu.

## Distinctions honorifiques et hommage
- Commandeur de l'ordre de Léopold avec palme[6],[1] ;
- Croix de guerre 14-18 ;
- Croix de guerre 1940 avec palme[1] ;
- Croix des évadés 1940-1945[1] ;
- Croix civique de 1re classe avec rayures d'or 1914-1918[1]
- Chevalier de la Légion d'honneur[7].
- Major ARA (Agent de Renseignement et d'Action)[1],[8];
- Résistant par la presse clandestine[9].

Le Monument des fusillés de Tavannes commémore le massacre des seize résistants en août 1944.